# 医学のエポニムの一覧
医学のエポニムの一覧（いがくのエポニムのいちらん）は、医学分野におけるエポニムの一覧である。

## あ行
- アイセル病
- アイゼンメンゲル症候群
- アイントーベンの三角形
- アウエルバッハ神経叢
- アーガイル・ロバートソン徴候
- アーノルド-キアリ奇形
- アーロン徴候
- アジソン病
- アシャール・ティエール症候群
- アショフ結節
- アスペルガー症候群
- アダムズ・ストークス失神
- アダムス・ストークス症候群
- アダムのリンゴ
- アディー徴候
- アドソンテスト
- アバティ徴候
- アプガー指数
- アプド細胞
- アブラハムズ徴候
- アペール症候群
- アプレーテスト
- アポクリン汗腺
- アボット法
- アラジール症候群
- アランチウス管
- アリス徴候
- アルコック管
- アルサス型
- アルツハイマー病
- アルポート症候群
- アレンテスト
- アンジェルマン症候群
- アンダーセン病
- アンダーソン・土肥の基準
- アントン症候群
- アンビルテスト
- イートンテスト
- 伊東細胞
- イヨーマンテスト
- ヴァン・ネック病
- ヴィコフの大脳皮質、内臓器官系の学説
- ウィスバーグ靭帯
- ウィダール反応
- ウィリアムズ体操
- ウィリス動脈輪
- ウィルソン・ミキティー症候群（英語版）
- ウィルヒョウのリンパ節
- ウィルムス腫瘍
- ウェーバー試験
- ヴェーバー‐フェヒナーの法則
- ウェクスラー知能検査
- ウェストファール徴候
- ウェルナー症候群
- ウォルフ管
- ウォルフ・パーキンソン・ホワイト症候群（WPW症候群）
- ウォルマン病
- 内田・クレペリンテスト
- エクリン汗腺
- エデンテスト
- エドワーズ症候群
- エプスタイン奇形
- エムデン・マイヤーホフ・パルナス経路
- エリーテスト
- エルトール型
- エルプ型麻痺
- 大田原症候群
- オウエンの外形線
- オーベルテスト
- オールブライト遺伝性骨異栄養症
- オスグッド・シュラッター病
- オスラー痛斑
- オッディ括約筋
- オッペンハイム反射
- 小野寺殿部点
- 小野寺胆嚢点
- オルトラニ徴候

## か行
- ガードナー症候群（英語版）
- カイザー・フライシャー角膜輪
- カウデン症候群
- カウパー腺
- 下部松永点
- カポジ肉腫
- ガムテスト
- カルヴェ病
- カルタゲナー症候群
- カルマン症候群
- カルメットテスト
- カレン徴候
- ガワーズ・ブラガード徴候
- 川崎病
- ギージーの軸学説
- キース・ウェゲナー分類
- キース・フラック結節
- キーゼルバッハ部位
- キーンベック病
- 菊池病
- ギテルマン症候群
- ギムザ染色
- 木村病
- キャッスル内因子
- キャッスルマン症候群
- キュンメル点
- ギヨン管症候群
- ギラン・バレー症候群
- キルシュナー鋼線
- クーゲルベルグ・ヴェランダー病
- クームス試験
- クールボアジェ徴候
- クインケ浮腫
- クスマウル呼吸
- クッシング反射（クッシング反応、クッシング兆候、クッシング徴候、クッシング現象）
- クッシング症候群
- クッシング病
- グッドグラス分類
- グッドパスチャー症候群
- クッパー細胞
- グラーフ卵胞
- クラインフェルター症候群
- クライン・レヴィン症候群
- クラウス・ウェーバーテスト
- クラウゼ小体（クラウゼ終棍）
- グラヴィッツ腫瘍
- クラッペ病
- グラム染色
- グランツマンの血小板無力症
- クリグラー・ナジャー症候群
- グリーソン分類
- グリソン鞘
- グリソン牽引
- クリューバー-ビュシー症候群
- グリーンハウの病気
- クルンプケ型麻痺
- グレイ・ターナー徴候
- グレーフェ徴候
- グレーブス病
- クレオラ体
- クレッチマーの分類
- クレチン病
- クレペリン症候群
- クレランボー症候群
- クリューバー・ビューシー症候群
- クルシュマン螺旋体
- グルト表
- クローン病
- クロイツフェルト・ヤコブ病
- クロンカイト・カナダ症候群
- ケルニッヒ徴候
- ケーラー病
- ケーンズ・セイヤー症候群
- ゲルストマン症候群
- ゲルストマン・ストロイスラー・シャインカー症候群
- ゲンスレンテスト
- ケンプ徴候
- コケイン症候群
- ゴーシェ病
- コーゼンテスト
- コードマン三角
- コーリ病
- ゴールドマン視野計
- コーレス骨折
- ゴードン反射
- コッドマン体操
- ゴットロン徴候
- コッヘル法
- コッホの原則
- コブ角
- コルサコフ症候群
- ゴルジ体（ゴルジ装置）
- ゴルジ腱器官（ゴルジ腱受容器）
- コルチ器
- コロトコフ音
- コン症候群
- ゴンダ反射
- コンノリー体操

## さ行
- 沢田G点
- サンドホッフ病
- サントリーニ管
- サンフィリッポ症候群
- シップル症候群
- ジデナム舞踏病
- シーハン症候群
- シブソンの腱膜
- シモンズ病
- シモンズテスト
- シェーグレン症候群
- ジェーコブソンの吻合術
- シェーバー病
- ジェファーソン骨折
- シェーファー反射
- シェーンライン-ヘノッホ紫斑病
- シェントン線
- シャーガス心筋症
- ジャーゴン失語
- シャーピー線維
- シャイエ分類
- シャイエ症候群
- シャイ・ドレーガー症候群
- ジャクソンテスト
- ジャネッタ手術
- シャルコー・ライデン結晶
- シャルラン症候群
- シュタイン・レーベンタール症候群
- シュペルマン徴候
- シュモール結節
- シュレム管
- シュレジンガー徴候
- シュワン細胞
- ショイエルマン病
- ジョージテスト
- ショーファー骨折
- ジョーンズ骨折
- ショパール関節
- ジョリー小体
- シリング試験
- シルビウス溝
- シルビウス水道
- シルマーテスト
- シンディング・ラルセン病
- シンドラー病
- スカルパ三角
- スキャモンの臓器別発達曲線
- 鈴木点
- スタインブロッカー分類
- スタインマンテスト
- スタージ・ウェーバー症候群
- スティーブンズ・ジョンソン症候群
- スティムソン法
- ズデック骨萎縮
- ステルバーグ徴候
- ストランスキー反射
- スパーリング徴候
- スピーの湾曲
- スプリング靭帯
- スプレンゲル変形
- スミス骨折
- スミス-マゲニス症候群
- スライ症候群
- セラーズ分類
- セルトリ細胞
- ゼングスターケン・ブレイクモア管
- ソアーズ徴候
- ソートホールテスト
- ゾリンジャー‐エリソン症候群
- ソルター・ハリス分類

## た行
- ターナー症候群
- ダウン症候群
- ダウバン徴候
- 高安動脈炎
- ダグラス窩
- 田中・ビネー知能検査
- ダノン病
- 垂井病
- 田原結節
- チール・ネールゼン染色
- チャーグ-ストラウス症候群
- チャイルド・ピュー分類
- チャドック反射
- チェーンストークス呼吸
- チェディアック・東症候群
- チェンバレン線
- チネル徴候
- チン小帯
- ツェルマク・ヘーリング反射
- ツェンケル憩室
- ツベルクリン反応
- テイ＝サックス病
- ディジョージ症候群
- ディスコイド皮疹
- ディッセ腔
- デジェリン-ソッタ病
- デニス・ブラウン型副子
- デブリドマン
- デュークス分類
- デュピュイトラン拘縮
- デュビン・ジョンソン症候群
- デュプレイ病
- デュベルニー骨折
- デュローム法
- デルフォイ潰瘍
- テンシロンテスト
- ドケルバン病
- ドケルバン腱鞘炎
- トゥレット障害
- トーマステスト
- トムプソンテスト
- トムセンテスト
- トライツ靭帯
- トリーチャー・コリンズ症候群
- トルーソー症候群
- トルーソー徴候
- トレムナー反射
- トレンデレンブルグ徴候

## な行
- 中島テスト
- ナクラステスト
- ニア分類
- ニーマン・ピック病
- ニッスル小体
- ニコルスキー現象
- ネリサイン
- 納点

## は行
- パイエル板
- バイヤルジェのライン
- ハインツ小体
- パーキンソン病
- バージャー体操
- バーター症候群
- バートン骨折
- ハーラー症候群
- バウヒン弁
- パジェット病
- 橋本病
- 長谷川式簡易知能検査
- バセドウ病
- パチニ小体
- ハチンスキーの虚血スコア
- ハッサル小体
- ハッター線
- バッド・キアリ症候群
- ハバース管
- ハバース層板
- ハバード浴槽
- パパニコロウ染色
- バビンスキー反射
- パブリック装具
- ハム試験
- 早川点
- バルサルバテスト
- ハルステッドテスト
- ハルトマン手術
- バルトリン腺
- パレ骨折
- バレー圧痛点
- バレー・リュー徴候
- バレー・リュー症候群
- バロウテスト
- ハングマン骨折
- パンコースト症候群
- ハンセン病
- ハンターシュレーゲル条
- ハンター舌炎
- ハンター症候群
- ハンターラッセル症候群
- バンチ症候群
- ハンチントン病
- ハント症候群
- ハント分類
- パンナー病
- ビーバー徴候
- ピエール・ロバン症候群
- ビオー呼吸
- ビショップスコア
- ヒス束
- ビダール苔癬
- ピック小体
- ヒッブテスト
- ヒポクラテス法
- ヒュー・ジョーンズ分類
- ビュルガー病
- ヒルシュスプルング病
- ビンスワンガー病
- ファーター乳頭
- ファーター・パチニ層板小体
- ファーバー病
- ファーレンテスト
- ファウラー肢位
- ファブリー病
- ファロー四徴症
- ファンコーニ症候群
- ファンコーニ貧血
- フィックの原理
- フィッシャー症候群
- フィッシュゴールド線
- フィンケルスタインテスト
- フーバー徴候
- プーリー運動
- フェジェルツタインテスト
- フェーバー・パトリックテスト
- フォークト・小柳・原田病
- フォーゲス・プロスカウエルテスト
- フォーブス・オルブライト症候群
- フォッファ病
- フォルクマン管
- フォルクマン拘縮
- フォン・ギールケ病
- フォンテイン分類
- フォン・ヒッペル・リンドー病
- フォン・レックリングハウゼン病
- フォン・ローゼン装具
- プグリシイ・アレグラ点
- プシャール結節
- プラダー・ウィリー症候群
- フライ手術（英語版）
- フライバーグ病
- ブラウン・セカール症候群
- ブラウント病
- ブラ・ブレブ
- フランケルの評価法
- ブランディンヌーン嚢胞
- プランマー病
- プリューゲル・アルントシュルツの刺激法則
- フリードライヒ病
- フリードライヒ失調症
- ブルースのプロトコール
- プルキンエ線維
- ブルジンスキー徴候
- ブルヌヴィーユ-プリングル病
- ブルンストーム法
- ブルンベルグ徴候
- フレンケル体操
- ブローカ指数
- ブローカ失語
- ブローカ野
- ブロードマンの脳地図
- フローマン徴候
- ブロント病
- ベイリス効果
- ベインブリッジ反射
- ベーカー嚢腫
- ヘーリング・ブロイウェル反射
- ベツオルドーヤーリッシュ反射
- ヘッシェル横回
- ベッツ巨大錐体細胞
- ヘッティンガーの方式
- ヘッド帯
- ベネット骨折
- ベネット骨棘（ベネット病変）
- ヘバーデン結節
- ヘラー症候群
- ヘリンの法則
- ベル・マジャンディーの法則
- ベル現象
- ベル麻痺
- ベーチェット病
- ヘルクスハイマー反応
- ペルテス病
- ベロー雑音
- ペロニー病
- ベンス・ジョーンズ蛋白
- ヘンレの原則
- ヘンレループ
- ボーア効果
- ボーエン病
- ボーマン嚢
- ボーマン嚢内圧
- ホールデーン室
- ボールハーフェ症候群
- ポール・バンネル反応
- ボールマン分類
- ボアス点
- ボイタ法
- ポイツ・ジェガーズ症候群
- ボイデン室
- ホジキンリンパ腫
- ボタロー管
- ボタロー管リンパ節
- ポット骨折
- ポット徴候
- ホバース法
- ホフマン反射
- ポランデル指数
- ホルター心電図
- ホルネル症候群
- ボワイエ嚢胞
- ボンネットテスト
- ポンペ病

## ま行
- マーデルング変形
- マーフィー徴候
- マイスナー小体
- マイスナー神経叢
- マイボーム腺
- マイヤー病
- マイヤー反射
- マキャモンの発育曲線
- マッカードル病
- マックグレゴール線
- マックバーネ点
- マックラエ線
- マクマレーテスト
- マッケンジー帯
- マッケンジー点
- マジャンディー孔
- マリオットの暗点（マリオットの盲点、マリオットの盲斑）
- マリー・フォア反射
- マルゲーヌ骨折
- マルピーギ小体
- マルファン症候群
- マレの法則
- マロトー・ラミー症候群
- マロリー・ワイス症候群
- マン・ウェルニッケ拘縮
- ミクリッツ症候群
- ミューラー管
- ミュンヒハウゼン症候群
- ミリグラムテスト
- メッケル憩室
- メニトリエ病
- メニエール病
- メビウス症候群
- メビウス徴候
- メラー・バロウ病
- メルケル小体
- メルケル触盤
- メルゼブルグ徴候
- メンキンの炎症論
- メンデルソン症候群
- メンデル・ベヒテレフ反射
- モルキオ症候群
- モンソンの球面学説
- モーバン点（小野寺胆石圧痛点）
- モーリーテスト
- モーレンハイム窩
- モリソン窩
- モロ反射
- モンテジア脱臼骨折
- モンロー孔

## や行
- ヤーガソンテスト
- ヤールの重症度分類
- ヤコビ線
- 矢田部・ギルフォード性格検査（YG性格検査）
- ユーイング肉腫

## ら行
- ライスネル膜
- ライター症候群
- ライディッヒ細胞
- ライトテスト
- ラエンネック真珠
- ラセーグ徴候
- ラックマンテスト
- ラップ四辺形
- ラトケ嚢
- ラムゼイ・ハント症候群
- ラムダ縫合
- ランヴィエの絞輪
- ランガー-ギーディオン症候群
- ラングハンス巨細胞
- ランゲルハンス細胞
- ランゲルハンス島
- ランス・アダムス症候群
- ランスバリー活動指数
- ランツ点
- ランドルト環
- ランバート・イートン症候群
- リードステルンベルグ細胞
- リーベルキューン腺
- リスター結節
- リスフラン関節
- リドル症候群
- リベド血管炎
- リンネ試験
- ルイ・バール症候群
- ルゴール塗布
- ルシュカ関節
- ルシュカ孔
- ルスト徴候
- ルービンスタイン・テービ症候群
- ルフィニ終末（ルフィニ小体）
- ルリー徴候
- ルンペル・レーデ試験
- レールミット徴候
- レイノー現象
- レイノー症候群
- レイノー病
- レイリー現象
- レッシュ・ナイハン症候群
- レノックス・ガストー症候群
- レビー小体
- レマーク症候
- レマーク反射
- レマーク麻痺
- レウィンテスト
- レヴィン分類
- レンショウ細胞
- レントゲン
- ローズベンガルテスト
- ローゼンシュタイン徴候
- ローゼンミューラー窩
- ローランド溝
- ローランド骨折
- ローレル指数
- ローレンス・ムーン・ビードル症候群
- ローレンツ・ギプス固定法
- ロールシャッハ・テスト
- ロッソリモ反射
- ロブシング徴候
- ロンベルグ徴候

## わ行
- ワーマー症候群
- ワーラー変性
- ワイル病
- ワイル・フェリックス反応
- ワッセルマン反応
- ワルダイエル咽頭輪
- ワルチン腫瘍
- ワルテンベルク反射
- ワレンベルク症候群
- ウィリアムズ症候群
- ウィスコット・アルドリッチ症候群
- ウイルソン・ミキティ症候群
- ウィルムス腫瘍
- ウェゲナー肉芽腫症
- ウェルニッケ野
- ウェルニッケ脳症
- ウェルニッケ・コルサコフ症候群